# Calore e polvere
Calore e polvere (Heat and Dust) è un film del 1983 diretto da James Ivory, tratto dall'omonimo romanzo di Ruth Prawer Jhabvala adattato per il cinema dalla stessa autrice.
È stato presentato in concorso al 36º Festival di Cannes.

## Trama
Anne, giornalista della BBC, va alla scoperta dell’India sulle tracce della prozia Olivia, che negli anni Venti vi si era trasferita al seguito del marito  e si era ritrovata coinvolta in una complicata vicenda sentimentale. Anche Anne vivrà un’intensa storia d’amore.